# XYZ (revue)
Pour les articles homonymes, voir XYZ.
Fondée en 1985, XYZ, la revue de la nouvelle est une revue québécoise trimestrielle qui se consacre au genre de la nouvelle. La revue publie des nouvelles inédites, des comptes rendus de recueils de nouvelles récemment publiés et des textes de réflexion sur le genre et l’histoire de la nouvelle.

## Histoire de la revue
XYZ, la revue de la nouvelle est fondée en 1985,,, au même moment que la maison d'éditions XYZ, par Gaëtan Lévesque et Maurice Soudeyns,,,,. Julia Bettinotti, André Carpentier et Michel Lord se joignent aux fondateurs pour former le comité de rédaction. L'année suivante, c'est une quinzaine d'auteurs et autrices qui forment le comité de rédaction. Bien que la maison d'éditions XYZ soit vendue au groupe Hurtubise en 2009, la transaction ne comprend pas XYZ, la revue de la nouvelle. En 2010, Gaëtan Lévesque fonde une nouvelle maison d'éditions, Lévesque éditeur, qui chapeautera dès lors l'édition de la revue XYZ.
Depuis sa fondation, la revue publie des nouvelles inédites autour d'un thème différent lancé par le comité de rédaction, une quinzaine de nouvellistes québécois et acteurs du milieu littéraire, quatre fois l'an. Elle propose également des comptes rendus de recueils de nouvelles et des articles de réflexion sur le genre et l’histoire de la nouvelle.
Depuis 1990, la revue organise annuellement un concours de nouvelles ouvert à tous les auteurs francophones résidant au Canada ou citoyen canadien résidant à l’étranger,. Le lauréat se voit remettre un prix en argent et son texte est publié dans le numéro de l'automne suivant.
La revue XYZ est financée par le Conseil des Arts du Canada et le Ministère des Affaires culturelles du Québec. Depuis 1986, elle est membre de l'Association des éditeurs de périodiques culturels québécois (AEPCQ) et de la Société de développement des périodiques culturels québécois. Il est possible de lire ses numéros sur la plateforme Érudit depuis 2010.
Le 14 juillet 2018, Vanessa Courville, directrice de rédaction de la revue depuis seulement quelques mois, démissionne, car elle refuse de publier un texte dont la chute est une scène d’agression sexuelle. La nouvelle en question, « Qui? Où? Quoi? », figurant dans le numéro 135 « Armes », est signée par l’écrivain David Dorais, membre du comité de rédaction de la revue. Le récit s'inspire du jeu de société Clue ; le personnage de Mademoiselle Scarlett se fait pourchasser dans un manoir et une fois attrapée par les autres, se fait agresser,. Bien que l'éditeur soutient qu'aucune violence explicite n'est présentée, seulement suggérée, l'auteur a dû modifié la fin selon les recommandations du comité de rédaction. Cette démission entraîne un débat portant notamment sur la censure, l'instrumentalisation idéologique de la littérature, et les conséquences de la représentation des agressions sexuelles dans des œuvres littéraires.

## Comité de rédaction, contributeurs et contributrices
En 2024, l'équipe de XYZ. La revue de la nouvelle est composée de la directrice à la rédaction Caroline Loranger, de l'éditeur Jacques Richer et de la chargée des communications Marie-Pier Deschênes.
Le collectif de rédaction regroupe Jean-Paul Beaumier, David Bélanger, Bertrand Bergeron, Gaëtan Brulotte, André Carpentier, Christine Champagne, Camille Deslauriers, David Dorais, Jean-Michel Fortier, J. D. Kurtness, Claude La Charité, Marie-Pier Lafontaine, Christiane Lahaie, Marie-Claude Lapalme, Jean-Sébastien Lemieux, Joanie Lemieux, Michel Lord, Françoise Major, Sylvie Massicotte, Régis Normandeau et Hélène Rioux.
Plusieurs auteurs et autrices ont d'abord fait paraitre certaines de leurs nouvelles dans la revue XYZ avant de les publier dans des recueils de nouvelles. Parmi ceux-ci on retrouve, entre autres, Jean-Pierre Girard, dont près de la moitié des nouvelles de Espaces à occuper furent d'abord publiées dans la revue, Jean Désy, Lori St-Martin, Aude, Normand de Bellefeuille, André Carpentier, Claude-Emmanuelle Yanceet Michel Dufour.

### Directeurs et directrices
- 1985-2017 : Gaëtan Lévesque (Entre 1988 et 1990, il dirige seul la revue XYZ ainsi que la maison d'édition du même nom fondé avec Maurice Soudeyns[6].)
- 2005-2018 : Nicolas Tremblay
- 2018 : Vanessa Courville[15]
- 2018-2019 : Nicolas Tremblay[21]
- 2019-2022 : David Bélanger[21]
- 2022-aujourd'hui : Caroline Loranger

### Éditeurs
- 1985-2017 : Gaëtan Lévesque[21]
- 2017-aujourd'hui : Jacques Richer[21]